# غاري كينغ (لاعب كريكت)
غاري كينغ (26 مايو 1996 - ) (بالإنجليزية: Gary King)‏ هو لاعب كريكت زيمبابوي.

## وصلات خارجية
- غاري كينغ على موقع إي آس بي آن كريك إنفو (الإنجليزية)